# Uldrup Bakker
Uldrup Bakker bedre kendt som Sondrup Bakker er nogle 50 – 73 meter høje skovbevoksede bakker ved nordsiden af Horsens Fjord, vest for godset Åkær og Åkær Å, med Hundslund mod nord, og Søvind mod vest. Området er en del af en større naturfredning på i alt 2.120 ha. fra som også omfatter øen Vorsø i Horsens Fjord. Højeste punkt er Blakshøj på 73 moh.

## Eksterne kilder og henvisninger
- Om fredningen og området Arkiveret 30. januar 2016 hos  Wayback Machine på dn.dk

55°53′25″N 10°5′25″Ø / 55.89028°N 10.09028°Ø